# Chalida Vijitvongthong
Chalida Vijitvongthong (tiếng Thái: ชาลิดา วิจิตรวงศ์ทอง, phiên âm: Cha-li-đa Vi-chít-vong-thong, sinh ngày 8 tháng 8 năm 1993) còn có nghệ danh là Mint (มิ้นต์), là một nữ diễn viên và người mẫu người Thái Lan gốc Ấn Độ trực thuộc Channel 3. Cô được biết đến qua các bộ phim như Cơn lốc tình (2010), Ảo vọng giàu sang (2013), Chiếc hộp tình yêu (2014), Tình yêu duy nhất (2015), Hành trình của con tim (2017), Đơn vị bí mật hoán đổi tình yêu (2019), Vận mệnh kiểu này không có xui (2020),...

## Tiểu sử và học vấn
Mint sinh ngày 8 tháng 8 năm 1993 tại Băng Cốc, Thái Lan. Cô có một em trai tên là Tanutchai Wijitwongthong, cũng là một diễn viên.
Mint tốt nghiệp cấp 2 trường Maepra Fatima, cấp 3 trường Trung học thực hành Prasarnmit thuộc Đại học Srinakharinwirot và tốt nghiệp bằng Cử nhân Khoa Quản trị Kinh doanh trường Đại học Quốc tế Stamford.

## Sự nghiệp
Lúc 9 tuổi Mint đã bắt đầu quay quảng cáo, từ đó mới bắt đầu con đường nghệ thuật. Mới 12 tuổi, cô gia nhập đài Channel 3 và trở thành diễn viên cho đến nay. Sự nghiệp của cô bắt đầu nở rộ khi cô tham gia Series Bốn trái tim của núi (Tứ tình sơn cước) nhân kỉ niệm 40 năm của đài Channel 3, cô thủ vai Cher-Aim trong phần Cơn lốc tình, đóng cặp với Prin Suparat và fan thường gọi nickname của cặp đôi là M&M hay MM, là chữ cái đầu tiên trong tên của hai người.
Năm 2011, cô cùng với Thanawat Wattanaputi tham gia phim Cao bồi Bangkok với Urassaya Sperbund và Prin Suparat. Trong phim, cô thủ vai Ploy Kwan, em của Yaya. Sau đó, cô tham gia phim Tình yêu diệu kỳ, đóng chung với Alexander Rendell và Kimberly Ann Voltemas.
Năm 2012, cô tái hợp với Prin Suparat trong phim Gián điệp nguy hiểm 2 - phần tiếp theo của Gián điệp nguy hiểm (2010) với sự tham gia của nam diễn viên Shahkrit Yamnam và nữ diễn viên Khemupsorn Sirisukha.
Mãi đến năm 2013, cô mới được biết đến nhiều hơn qua Series Quý ông nhà Jutathep - dự án nhân kỷ niệm 43 năm của đài CH3. Cô tham gia phần 5 Ảo vọng giàu sang, đóng cặp với nam diễn viên James Ma.
Năm 2014, cô đóng cặp với Tanin Manoonsilp trong bộ phim Chiếc hộp tình yêu. Bộ phim trở thành phim được yêu thích nhất và đạt rating cao ngất ngưỡng lên đến hai con số.
Năm 2015, cô thủ 2 vai trong bộ phim Tình yêu duy nhất, đóng cặp với Mario Maurer. Bộ phim đã lọt top đầu Twitter và Pantip sau mỗi tập. Cô và Mario trở thành cặp đôi được yêu thích nhất năm và đã đạt nhiều giải thưởng cho bộ phim này. Tuy mới đóng chung nhưng họ được mệnh danh là Cặp đôi vàng của Thái Lan. Cùng năm, cô và Pakorn Chatborirak tham gia bộ phim Trái tim thủy tinh.
Năm 2017, cô tham gia bộ phim Đánh mất tình yêu với Jaron Sorat, sau đó cô tiếp tục tái hợp cùng nam diễn viên James Ma trong phim Hành trình của con tim.
Năm 2019, cô trở lại với bộ phim Đơn vị bí mật hoán đổi tình yêu cùng với Warit Sirisantana. Bộ phim đã nhận được tổng cộng 6 giải thưởng khác nhau tại "Thailand Digital Awards".
Năm 2020, cô đóng cặp với Pongsakorn Mettarikanon trong bộ phim Bầu trời tình yêu. Bộ phim nhận được rất nhiều sự khen ngợi trên Pantip, Twitter. Rating tập cuối đạt 4.828, đánh bại các bộ phim cùng khung giờ phát sóng và đánh bại phim ma của đài CH7. Bộ phim cũng giành được vị trí số 1 trên cả hai kênh BU và NA. Cùng năm, cô tiếp tục đóng chính trong phim Vận mệnh kiểu này không có xui cùng với Teeradetch Metawarayut.

## Các phim đã tham gia

### Phim truyền hình
| Năm  | Tên gốc                    | Tên tiếng Việt                                   | Vai                                   | Đài |
| ---- | -------------------------- | ------------------------------------------------ | ------------------------------------- | --- |
| 2006 | Naruk                      | Dễ thương                                        | Kim                                   | CH3 |
| 2006 | Tay Jai Rak Nak Wang Pan   |                                                  | Chính mình                            | CH3 |
| 2008 | Sood Tae Jai Ja Kwai Kwa   |                                                  | Pimrome / "Pim"                       | CH3 |
| 2009 | Dong Poo Dee               | Số phận nghiệt ngã                               | Podjanee Rattanadechakorn             | CH3 |
| 2010 | Wan Jai Gub Nai Jom Ying   | Chàng ngạo mạn gặp cô kiêu kỳ                    | Kun Phongwalaiporn                    | CH3 |
| 2010 | Duang Jai Akkanee          | Tình yêu và thù hận                              | Cher-Aim Vongvanisakunkit             | CH3 |
| 2010 | Pathapee Leh Ruk           | Cơn lốc tình                                     | Cher-Aim Vongvanisakunkit             | CH3 |
| 2010 | Wayupak Montra             | Bóng tối tình yêu                                | Cher-Aim Vongvanisakunkit             | CH3 |
| 2011 | Tawan Deard                | Cao bồi Bangkok                                  | Ploy Kwan                             | CH3 |
| 2011 | Ruk Pathiharn              | Tình yêu diệu kỳ                                 | Pimnareumon Nawapas                   | CH3 |
| 2012 | Nuer Mek 2                 | Gián điệp nguy hiểm 2                            | Dr. Praepailin Nawiyakul              | CH3 |
| 2013 | Khun Chai Ronapee          | Ảo vọng giàu sang (Series Quý Ông Nhà Juthathep) | Piengkwan Junpradab / "Kwan"          | CH3 |
| 2014 | Cubic                      | Chiếc hộp tình yêu                               | Ruthainark Ritthiwong / "Nark"        | CH3 |
| 2015 | Kaew Ta Waan Jai           | Trái tim thủy tinh                               | Kaiwarn Ruangrit / "Warn"             | CH3 |
| 2015 | Song Huajai Nee Puea Tur   | Tình yêu duy nhất                                | Kewalin / "Kaew"                      | CH3 |
| 2017 | Ruk Long Rohng             | Đánh mất tình yêu                                | Keerana Kaewkangsadarn / Kaew / Grand | CH3 |
| 2017 | Sai Tarn Hua Jai           | Hành trình của con tim                           | Siriganya                             | CH3 |
| 2019 | Nuay Lub Salub Love        | Đơn vị bí mật hoán đổi tình yêu                  | Nubdao                                | CH3 |
| 2020 | Fah Fak Ruk                | Bầu trời tình yêu                                | Tongrak                               | CH3 |
| 2020 | Duang Baeb Nee Mai Mee Joo | Vận mệnh kiểu này không có xui                   | Luckkana / "Gie"                      | CH3 |
| 2022 | Saan Sanaeha               | Lan tỏa tình yêu                                 | Lalita                                | CH3 |
| 2023 | Roy Lem Game Office        | Chiêu trò công sở                                | Alice                                 | CH3 |
| 2024 | Dhevaprom: Jaiphisut       | Trái tim Dhevaprom (phần Jaiphisut)              | Khwan (thời trẻ)                      | CH3 |

## Xuất hiện trong MV
| Năm  | Tên ca khúc        | Ca sĩ thể hiện          | Với                                  |
| ---- | ------------------ | ----------------------- | ------------------------------------ |
| 2016 | Happy Birthday     |                         | Mario Maurer                         |
| 2018 | "โอกาส" ("Chance") | JEEP                    | Yuke Songpaisarn & Ananda Everingham |
| 2019 | "เชื่อพี่ไม่มีหลุด"       | Zommarie ft. Nap a lean |                                      |

## Quảng cáo
- FEATHER NATURE PLUS SHAMPOO
- ขนมแครกเกอร์ ว้อยซ์
- ขนมคุกกี้แซนวิช ครีมโอ ร่วมกับ บุษกร ตันติภนา
- ทริปโก ร่วมกับ วิญญู วงศ์สุรวัฒน์
- Heart Beat (รู้นะว่ารัก) ร่วมกับ รัฐภูมิ โตคงทรัพย์
- ลูกอม โอเล่
- TIPCO VEGGIE UHT JUICE ร่วมกับ วิญญู วงศ์สุรวัฒน์
- เนสเล่
- โฆษณา Tipco (รักกันจริง)
- NATURE UP TIPCO UHT JUICE
- True move
- Mistine color Pop Brush
- Nature Up 1 ร่วมกับ ปาณิสรา อารยะสกุล
- Nature Up 2 ร่วมกับ ปาณิสรา อารยะสกุล
- Suzuki With potato ร่วมกับ โปเตโต้
- Nestle (ตัวตน)
- KFC Special Version (เปาะแปะ เปาะแปะ) ร่วมกับ ชัยพล จูเลี่ยน พูพาร์ต
- แบรนด์ วีต้า (ไม่เข้มข้นเราไม่นอน) ร่วมกับ คิมเบอร์ลี แอน เทียมศิริ และ คีรติ มหาพฤกษ์พงศ์
- Mistine BB Oil Control Mousse (2554)
- Mistine I am Collection ร่วมกับ อุรัสยา เสปอร์บันด์ (2556)
- Garnier Sakura White (2556)
- Close up White Now (2556)
- Comfort Aroma Therapy (2556)
- Foremost LowFat รสช็อกโกแลต (2556)
- Bio Map Contest (2556)
- ยูเมะกลูตาเนะ (2557)
- sunsilk healthier & long (2557)
- การ์นิเย่ ซากุระ ไวท์ ไนท์ สลีปปิ้ง เอสเซนส์ (2557)
- sunsilk healthier & long อวดทรงผม 4 แบบ 4 สไตล์ พร้อมกิ๊บทองสุดเก๋ (2557)
- การ์นิเย่ ซากุระ ไวท์ พิงคิช เรเดียนซ์ อัลติเมท เซรั่ม (2557)
- มหัศจรรย์ผมยาวสวยกับซันซิล ลุ้นเครื่องประดับทองคำแท้!! (2557)
- mistine love story powder (2557)
- การ์นิเย่ ซากุระ ไวท์ เดย์ครีม SPF 21/PA+++ (2557)
- มหกรรมวิทยาศาสตร์และเทคโนโลยีแห่งชาติ ร่วมกับ จิรายุ ละอองมณี (2557)
- การ์นิเย่ ซากุระ ไวท์ SPF21 / PA+++ - ผิวขาวใสอมชมพู จากครีมยอดขายอันดับ 1 (2558)
- 12 plus pocket moisture cologne (2558)
- การ์นิเย่ ซากุระ ไวท์ เซรั่ม (2558)
- คอมฟอร์ท เลิฟลี่ สวีท "หอมรักสุดจิ้น มิ้นต์กับบอย" ร่วมกับ ปกรณ์ ฉัตรบริรักษ์(2558)
- Garnier Sakura White การ์นิเย่ ซากุระ ไวท์แบบซอง (2558)
- COMMY (2558)
- Jenis เคล็ดลับความสวย (2558)
- Mistine Push Brow Shapener (2558)
- การ์นิเย่ ซากุระ ไวท์ เซรั่ม ครีม SPF21/PA+++ (2558)
- มูลนิธิรามาธิบดี "คำว่าให้.. ไม่สิ้นสุด" ชุด ก่อสร้างสถาบันการแพทย์จักรีนฤบดินทร์ (2559)
- Sunsilk healthier & long (2559)
- Garnier Sakura White (2559)
- พร้อมรับซัมเมอร์.. ด้วยเคล็ดลับผมยาวสวย!! (2559)
- 2 DAY 2 NIGHT (Donutt Brand) (2559)
- การ์นิเย่ ไมเซล่า คลีนซิ่ง วอเตอร์ (2559)
- COOL LIPO BELLE SPRAY BY DONUTT (2559)
- Mistine Oneline eyeliner (2559)
- ปาฎิหาริย์ผมยาวสวย สุขภาพดีด้วยซันซิล (2560)
- ปาฏิหาริย์เปลี่ยนชีวิตสาวติ่ง จากผมสั้นเป็นผมยาว (2560)
- การ์นิเย่ ซากุระ ไวท์ พิงค์ โปรแกรม (2560)
- การ์นิเย่ ซากุระ ไวท์ วิปโฟม (2560)
- การ์นิเย่ ไมเซล่า คลีนซิ่ง วอเตอร์ (2560)
- Mistine โปรฯ ทุกอย่าง 60 บาท (2560)
- Mistine โปรฯ 2 ชิ้น 100 บาท (2560)
- Mistine โปรฯ ซื้อ 1 แถม 1 (2560)
- การ์นิเย่ไมเซล่า ออยล์ อินฟิวส์ คลีนซิ่ง วอเตอร์ (2560)
- Mistine โปรฯ ชิ้นที่ 2 เพียง 1 บาท (2560)
- การ์นิเย่ ซากุระ ไวท์ อควา เจลลี่ เอสเซนส์ (2560)

## Giải thưởng và đề cử
| Năm       | Giải thưởng                                      | Hạng mục                                  | Tác phẩm được đề cử             | Kết quả   |
| --------- | ------------------------------------------------ | ----------------------------------------- | ------------------------------- | --------- |
| 2010      | Top Awards                                       | Best Rising Actress in a Lakorn           | Cơn lốc tình                    | Đề cử     |
| 2010      | 2nd Nataraj Awards                               | Best Actress                              | Bốn trái tim của núi            | Đề cử     |
| 2011      | 3rd Nataraj Awards                               | Best Actress                              | Cao bồi Bangkok                 | Đề cử     |
| 2012      | Excellence Awards                                | Excellent Teen Years                      | —                               | Đoạt giải |
| 2013      | 100 Most Spicy Idol                              | 100 Most Spicy                            | —                               | Đoạt giải |
| 2013      | Siam Dara Star Awards                            | Heart Stabbing Beauty                     | —                               | Đoạt giải |
| 2013      | Clean Bouquet of the Year                        | Actress of the Year                       | Gián điệp nguy hiểm 2           | Đoạt giải |
| 2014      | Holiness of the Year Awards                      | Good Actress                              | —                               | Đoạt giải |
| 2014      | Star Light Awards                                | Charming Actress                          | —                               | Đoạt giải |
| 2015      | Dara Daily the Great Awards                      | Leading Female Actress of the Year        | Tình yêu duy nhất               | Đề cử     |
| 2015      | Dara Daily the Great Awards                      | Hot Girl of the Year                      | Tình yêu duy nhất               | Đề cử     |
| 2015      | True Life Awards                                 | Actress of the Year                       | Tình yêu duy nhất               | Đề cử     |
| 2016      | 4th National Television Awards                   | Best Actress in a Lakorn                  | Tình yêu duy nhất               | Đoạt giải |
| 2016      | 13th Sharp Awards                                | Most Popular Actress                      | Tình yêu duy nhất               | Đề cử     |
| 2016      | Maya Awards                                      | Public's Most Favorite Actress            | Tình yêu duy nhất               | Đề cử     |
| 2016      | Cultural Ambassador Awards                       | —                                         | —                               | Đoạt giải |
| 2017      | Be Link Awards                                   | Best Actress                              | —                               | Đoạt giải |
| 2017      | Maya Awards                                      | Ship Of the Year (với Mario Maurer)       | —                               | Đoạt giải |
| 2017-2018 | Numero Thailand Best Skin Male And Female Awards | Best Skin Male, Female (với Mario Maurer) | Tình yêu duy nhất               | Đoạt giải |
| 2018      | Edulife Expo                                     | Exemplary education                       | —                               | Đoạt giải |
| 2019      | Thailand Digital Awards                          | Best Actress in a Lakorn                  | Đơn vị bí mật hoán đổi tình yêu | Đoạt giải |
| 2019      | Howe Awards                                      | Best Proud Award                          | —                               | Đoạt giải |
| 2019      | Howe Awards                                      | Howe New Generation Award                 | —                               | Đoạt giải |
| 2019      | The Oscars Party                                 | Best Actress in a Lakorn                  | Đơn vị bí mật hoán đổi tình yêu | Đoạt giải |